# Gemerská Ves
Gemerská Ves (ungarisch Gömörfalva) ist eine Gemeinde in der Mitte der Slowakei mit 992 Einwohnern (Stand 31. Dezember 2024), die zum Okres Revúca, einem Kreis des Banskobystrický kraj gehört und in der traditionellen Landschaft Gemer liegt.

## Geographie

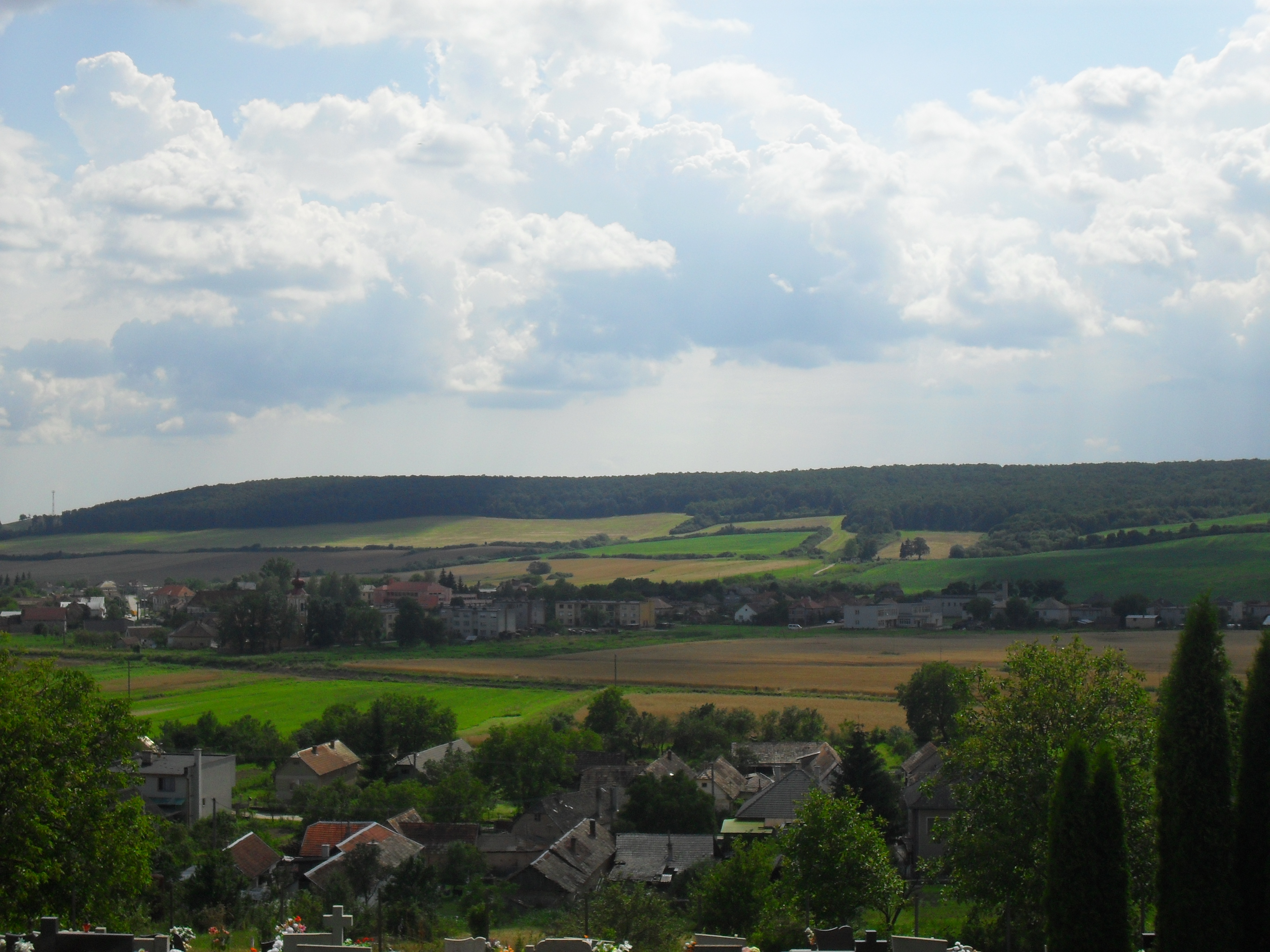
Blick auf die Gemeinde (im Vordergrund Šankovce, im Hintergrund Hrkáč)

Die Gemeinde befindet sich im Südostteil des Slowakischen Erzgebirges am Übergang in den Talkessel Juhoslovenská kotlina, beim Zusammenfluss von Turiec und Východný Turiec. Das Ortszentrum liegt auf einer Höhe von 197 m n.m. und ist neun Kilometer von Tornaľa sowie 31 Kilometer von Revúca entfernt.
Verwaltungstechnisch gliedert sich die Gemeinde in Gemeindeteile Hrkáč und Šankovce.
Nachbargemeinden sind Leváre und Licince im Norden, Meliata im Nordosten, Gemer im Osten, Levkuška im Süden, Rašice im Südwesten und Polina im Westen.

## Geschichte

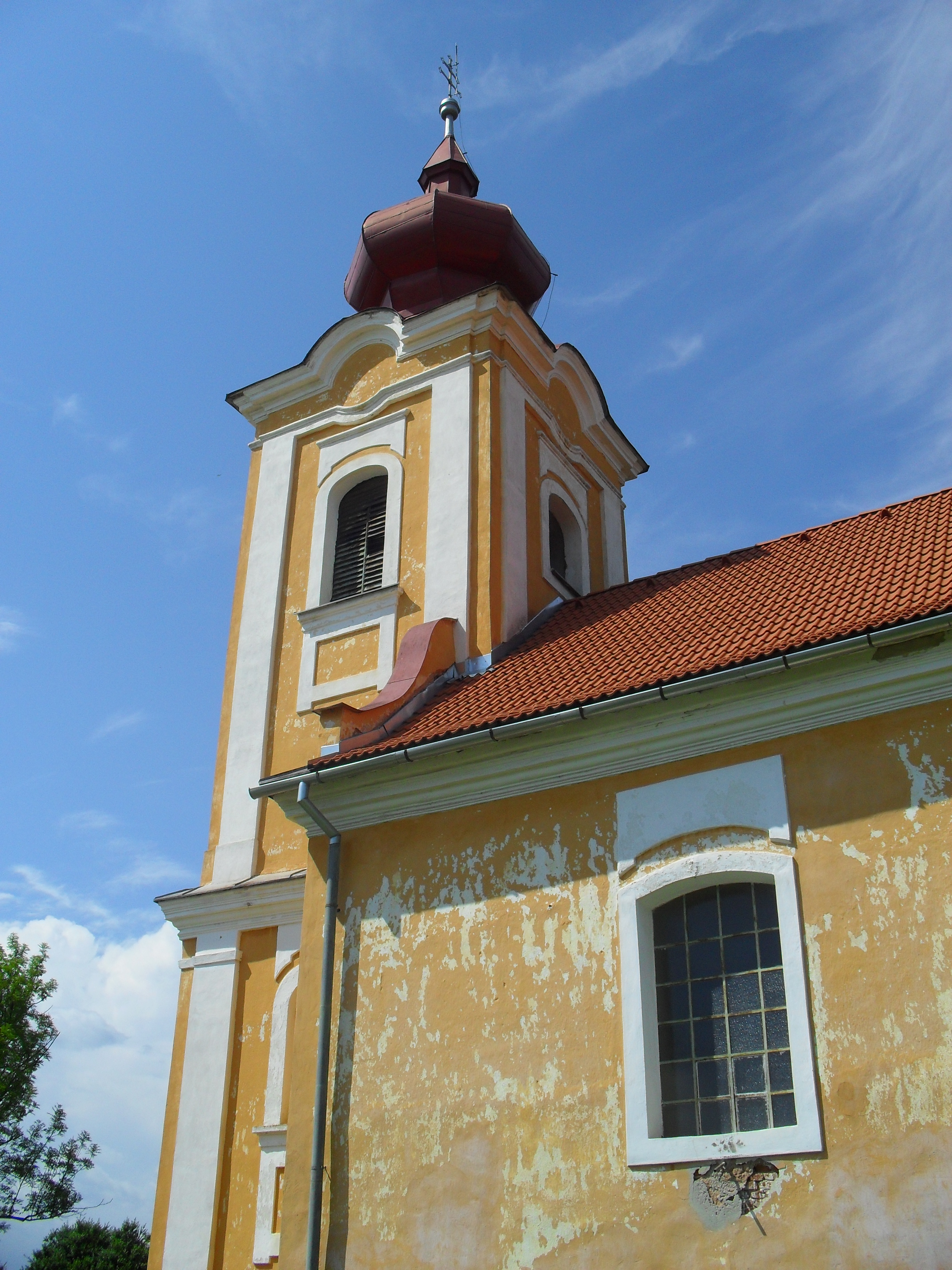
Kirche im Ort

Die Gemeinde Gemerská Ves entstand 1960 durch Zusammenschluss von Hrkáč (ungarisch Harkács) und Šankovce (ungarisch Sánkfalva).
Hrkáč wurde zum ersten Mal 1274 als Harkach schriftlich erwähnt und entwickelte sich aus einer älteren Siedlung. 1423 gab es hier zehn Porta. 1828 zählte man 53 Häuser und 431 Einwohner, die in Landwirtschaft beschäftigt waren.
Šankovce wurde zum ersten Mal 1266 als Raas schriftlich erwähnt. 1427 wohnten hier die Familien Sánkfalvy und Husz. Im 15. Jahrhundert gliederte sich das Dorf in einen oberen und einen unteren Teil und gehörte zeitweilig der Propstei von Jossau. Im 16. Jahrhundert flohen die Einwohner vor den vorrückenden Osmanen, das Dorf wurde aber rasch wieder besiedelt. Im 18. Jahrhundert gehörte es den Familien Steinicher und Draskóczy. 1828 zählte man 61 Häuser und 474 Einwohner, die ebenfalls in Landwirtschaft beschäftigt waren.
Bis 1918 gehörten die im Komitat Gemer und Kleinhont liegende Orte zum Königreich Ungarn und kamen danach zur Tschechoslowakei beziehungsweise heute Slowakei. Auf Grund des Ersten Wiener Schiedsspruches lagen sie 1938–45 noch einmal in Ungarn.

## Bevölkerung
| Jahr                | 1994 | 2004    | 2014    | 2024    |
| ------------------- | ---- | ------- | ------- | ------- |
| Anzahl der Personen | 879  | 963     | 962     | 992     |
| Unterschied         |      | +9,55 % | −0,10 % | +3,11 % |

| Jahr                | 2023 | 2024    |
| ------------------- | ---- | ------- |
| Anzahl der Personen | 987  | 992     |
| Unterschied         |      | +0,50 % |

Nach der Volkszählung 2011 wohnten in Gemerská Ves 952 Einwohner, davon 543 Magyaren, 256 Slowaken und 102 Roma. 51 Einwohner machten keine Angabe. 751 Einwohner bekannten sich zur römisch-katholischen Kirche, 38 Einwohner zur reformierten Kirche, 15 Einwohner zur evangelischen Kirche A. B., 14 Einwohner zu den Zeugen Jehovas, drei Einwohner zur evangelisch-methodistischen Kirche, zwei Einwohner zur griechisch-katholischen Kirche und jeweils ein Einwohner zur evangelistischen Kirche und zur tschechoslowakisch-hussitischen Kirche. 67 Einwohner waren konfessionslos und bei 60 Einwohnern ist die Konfession nicht ermittelt.
Ergebnisse nach der Volkszählung 2001 (916 Einwohner):
| Nach Ethnie: - 67,47 % Magyaren - 19,10 % Slowaken - 12,99 % Roma - 0,22 % Tschechen | Nach Konfession: - 81,77 % römisch-katholisch - 8,19 % konfessionslos - 3,38 % evangelisch - 1,09 % keine Angabe - 0,22 % römisch-katholisch |

## Bauwerke

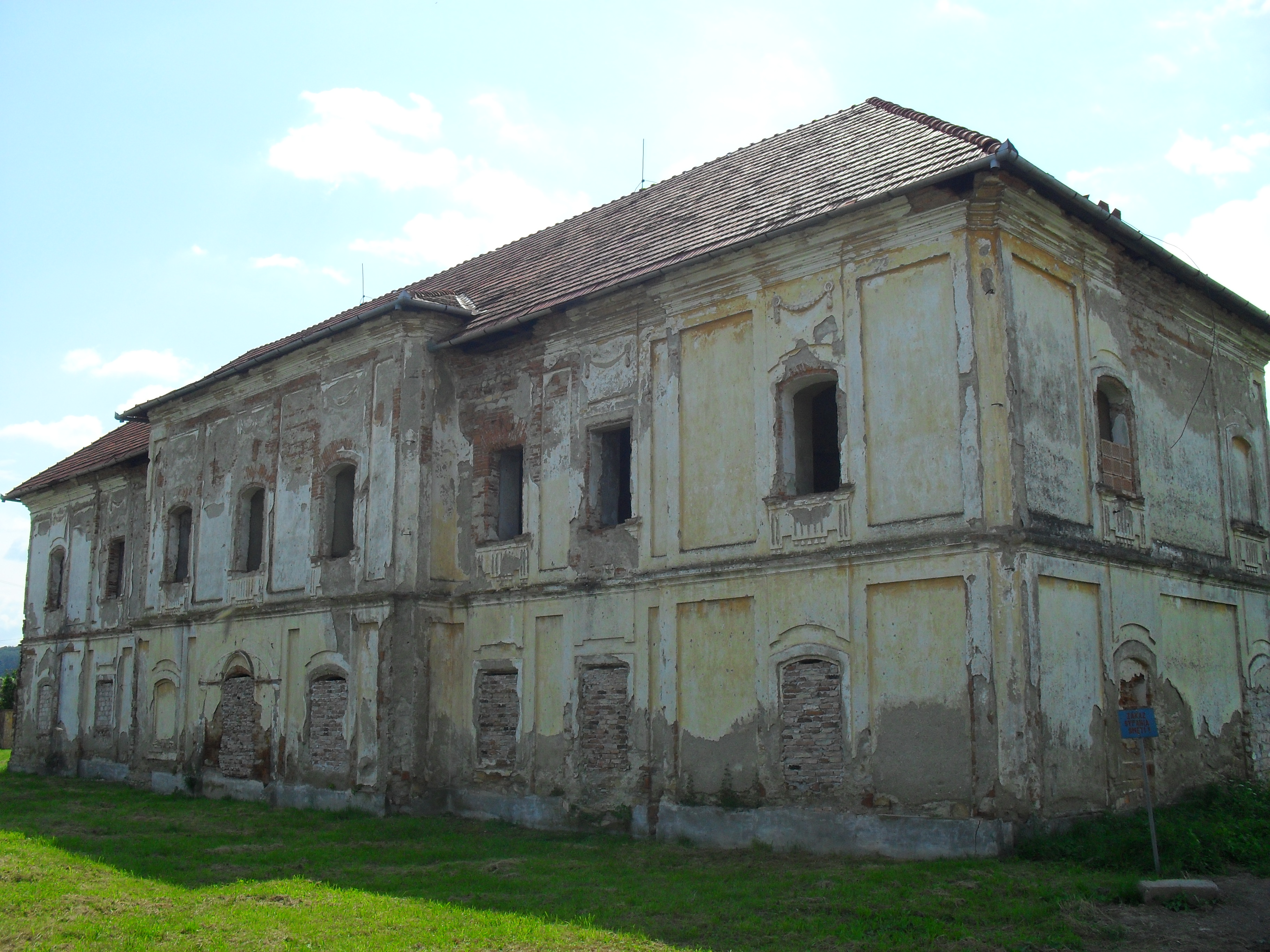
Landschloss

- römisch-katholische Kirche im Barockstil aus dem Jahr 1784
- Landschloss im klassizistischen Stil aus dem Jahr 1770, heute in schlechtem Zustand